# Marshalling
Marshalling (englisch marshal ‚aufstellen‘, ‚ordnen‘) ist das Umwandeln von strukturierten oder elementaren Daten in ein Format, das die Übermittlung an andere Prozesse oder Programme ermöglicht. Auf Empfängerseite werden aus diesem Format die Daten in ihrer ursprünglichen Struktur wiederhergestellt, was als Unmarshalling oder Demarshalling bezeichnet wird. Marshalling ist ähnlich und abhängig vom Kontext ein Synonym für Serialisierung. 
Kommunikationstechniken in der Informationstechnik wie CORBA, D-Bus, DCOM und RMI oder OPC UA in der Automatisierungstechnik verwenden Marshalling zum Versenden von Objekten. Techniken der objektrelationalen Abbildung, wie beispielsweise Hibernate, transformieren Objekte für die Speicherung in relationalen Datenbanken.
In der Praxis findet man häufig Marshalling in der Form, dass Objekte in das XML-Format und wieder zurück in Objekte umgewandelt werden. Bildlich ausgedrückt wird das Objekt zwischenzeitlich in XML „eingefroren“, bis es wieder zu einem Objekt „aufgetaut“ wird.